# Молерова къща
Молеровата къща, позната и като Тома-Вишановата къща, е възрожденска къща, паметник на културата в град Банско, България. Разположена е на улица „Тодор Александров“ № 11.
Къщата е построена в началото на XIX век вероятно от Димитър Т. Молеров, син на основателя на Банската художествена школа Тома Вишанов. В къщата са родени и живели редица видни представители на рода Молерови, сред които живописецът Симеон Д. Молеров, зографът Георги С. Молеров, революционерът Симеон В. Молеров и други.
Сградата е издигната на два етажа, като в приземния етаж са разположени три зимнични помещения и стаята, която Молерови са използвали за рисуване и която единствена на приземния етаж се осветява от два прозореца, разположени един срещу друг. В единия ъгъл на стаята за рисуване в миналото е имало скривалище зад дървени долапи, което обаче вече не съществува. От двора се влиза направо в два от зимниците и в стаята аз рисуване. На втория етаж има покрит чардак, до който води дървена стълба от двора. Чардакът е отворен на изток, а в североизточната му част е имало боария, която по-късно е премахната. От чардака се влиза в къщито и в собата, които са свързани помежду си. Къщито е свързано и с малък чардак на запад, който първоначално е имал стълба към двора. От боарията се влиза в гостна и друга соба, също свързани помежду си.
На източната фасада има надпис „1792 Молеритѣ Die Maler“ – 1792 е една от годините, в които се смята, че е роден Димитър Молеров.